# Oldeania alpina
Oldeania alpina, африканський альпійський бамбук — багаторічний бамбук родини Poaceae і роду Oldeania. Його можна зустріти в лісах на пагорбах і вулканах, що оточують Східно-Африканський рифт на висоті від 2500 м до 3300 м.

## Опис
Африканський альпійський бамбук сягає 2 — 20 м у висоту та має стовбур 5–12,5 см у діаметрі. Його міцні стебла використовуються як огорожа та будівельні матеріали.
Листя довжиною 5–20 см вкрите щетинками. Суцвіття розгалужене у поодиноких колосках, які можуть бути щільними або пухкими і сягають 5–15 см завдовжки. Корені короткі, пристосовані до гірської місцевості.